# Nogometni stadion Kashima
Nogometni stadion Kashima (jap. カシマサッカー スタジアム) je nogometni stadion koji se nalazi u istoimenom lučkom gradu Kashimi te je dom Kashime Antlers, jednog od najtrofejnijih japanskih nogometnih klubova. Kapacitet stadiona iznosi 40.728 mjesta.
Tijekom Svjetskog nogometnog prvenstva 2002. kojem je Japan bio jedan od domaćina, nogometni stadion Kashima je ugostio tri utakmice skupine.

## Važnije nogometne utakmice

### Utakmice sa SP 2002.
| 2. lipnja 2002. 14:30 |     |          | |
| Argentina             | 1:0 | Nigerija | Stadion Kashima, Kashima Utakmica: Utakmica skupine F Gledatelja: 34.050 Sudac: Gilles Veissière (Francuska) |
| Batistuta 63'         |     |          | Stadion Kashima, Kashima Utakmica: Utakmica skupine F Gledatelja: 34.050 Sudac: Gilles Veissière (Francuska) |

| 5. lipnja 2002. 20:30 |     |                  | |
| Njemačka              | 1:1 | Irska            | Stadion Kashima, Kashima Utakmica: Utakmica skupine E Gledatelja: 35.854 Sudac: Kim Milton Nielsen (Danska) |
| Klose 19'             |     | Robbie Keane 90' | Stadion Kashima, Kashima Utakmica: Utakmica skupine E Gledatelja: 35.854 Sudac: Kim Milton Nielsen (Danska) |

| 8. lipnja 2002. 18:00 |     |                      | |
| Italija               | 1:2 | Hrvatska             | Stadion Kashima, Kashima Utakmica: Utakmica skupine G Gledatelja: 36.472 Sudac: Graham Poll (Engleska) |
| Vieri 55'             |     | Olić 73', Rapaić 76' | Stadion Kashima, Kashima Utakmica: Utakmica skupine G Gledatelja: 36.472 Sudac: Graham Poll (Engleska) |

## Vanjske poveznice
- Informacije o stadionu